# Beuzeville-la-Bastille
Beuzeville-la-Bastille é uma comuna francesa na região administrativa da Normandia, no departamento Mancha. Estende-se por uma área de 4,37 km². Em 2010 a comuna tinha 146 habitantes (densidade: 33,4 hab./km²).